# Polyrhachis sokolova
Polyrhachis sokolova (лат.) — вид муравьёв рода полирахис (Polyrhachis), способный плавать и выживать в условиях приливных наводнений в прибрежных мангровых зарослях.

## Описание

### Строение
Размер тела муравья составляет около 1 см. Основная окраска тела чёрная. Фасеточные глаза хорошо развиты, выпуклые, расположены в заднебоковых частях головы и содержат около 600 фасеток в каждом. Усики 12-члениковые, нитевидные коленчатые, булава отсутствует. Скапус усика прикрепляется к голове на некотором расстоянии от наличника (это расстояние как правило больше базальной ширины самого скапуса). Максиллярные щупики у самок, рабочих и самцов состоят из 6 члеников, а лабиальные — из 4. Жвалы треугольные, на жевательной крае пять зубцов. Заднегрудь с длинными и острыми проподеальными шипиками. Пластинчатые верхние края переднеспинки с остроконечными плечами. Стебелёк между грудью и брюшком состоит из одного членика петиоля с чешуйкой, имеющей в верхней части два длинных острых шипика, загнутых назад. Жало отсутствует.

### Биология
Polyrhachis sokolova гнездится в мангровых зарослях, регулярно затопляемых во время приливов. Основу заселяемых муравьями биотопов составляют мангровые деревья и кустарники родов Цериопс и Ризофора (Rhizophora stylosa и другие) из семейства Ризофоровые. Муравейники располагаются в основании стволов этих растений. Исследования показали, что гнезда были затоплены в 13-61 % всех приливов и в течение продолжительного времени (до 3,5 часов). Для выживания во время наводнений муравьи используют воздушные карманы погружённых под воду гнёзд. Муравейники относительно обширные, обычно с двумя приподнятыми над поверхностью входами в гнёзда и галереями на глубину до 45 см. Частицы рыхлой почвы у входов в гнездо разрушаются, когда прилив достигает их, и образовывает заглушку, которая препятствует проникновению воды в гнездо. Таким образом, внутренние галереи, ходы и камеры муравейника остаются сухими во время прилива. Такой образ жизни требует регулярного перемещения яиц, личинок и коконов. Большое количество усилий тратится и на ремонт повреждений, которые наносит вода, после каждого прилива.
Во время и после затопления концентрация углекислого газа в пробах воздуха, взятых с разных уровней в гнёздах была высокой (от 2,5 до 11 %). По мере снижения уровня воды в почве концентрации в верхних областях гнезда падали. Однако на глубинах более 10 см ниже уровня поверхности почвы концентрации углекислого газа оставались относительно высокими и стабильными (примерно 2 %) в течение 11 дней между одним приливом и следующим. Вклад почвы и грязи (и связанных с ней микроорганизмов) в концентрацию углекислого газа в гнёздах был значительным, а вклад дыхания муравьев составлял примерно 10—15 % от общего количества. Концентрации углекислого газа в гнёздах этого вида во время приливов являются одними из самых высоких зарегистрированных для гнёзд насекомых, что позволяет предположить, что эти муравьи могут обладать необычными физиологическими характеристиками, чтобы соответствовать поведенческим и экологическим проблемам, связанным с проживанием в литоральной зоне.
Муравьи Polyrhachis sokolova обычно питаются мёртвыми беспозвоночными, в том числе, ракообразными (например, крабами) и двустворчатыми моллюсками, которых приносят приливные потоки, а также, обнаруживаются на птичьем помёте. При поиске корма в основном ходят по суше, но когда они сталкиваются с водоёмом, то плавают. Фуражировку проводят одиночные рабочие особи. Учитывая характер мокрого субстрата, на котором они фуражируют (влажная почва, грязь и/или вода), предположительно, эти муравьи не используют феромоновые тропы для навигации. Фуражиры Polyrhachis sokolova опираются как на визуальные ориентиры, так и на векторную информацию для возвращения в свое гнездо. В экспериментах было показано, что когда возникает конфликт или вопрос выбора между этими двумя типами информаций об ориентирах, муравьи изначально движутся в направлении, которое является компромиссом между двумя, а затем корректируют своё движение к гнезду.
Способны плавать по воде и погружаться на глубину. Плавает Polyrhachis sokolova вытягивая задние лапки и гребя передними. Вытянутые назад и неподвижные задние ноги обеспечивают поверхностное натяжение и действуют в качестве руля направления движения. При плавании муравьи движутся в три раза быстрее, чем если бы они бежали по суше. Рабочие активны во время отливов днем и ночью. При этом муравей способен нести пищу для себя и сородичей на значительные расстояния.
Согласно теории энтомолога Саймона Робсона из австралийского Университета им. Джорджа Кука, такой образ жизни муравьи приобрели в результате эволюции, защищаясь от многочисленных хищников, живущих на берегах.

## Систематика
Вид был впервые описан в 1902 году швейцарским мирмекологом Огюстом Форелем по рабочим особям из Австралии. По признаку пластинчатых краёв переднеспинки с остроконечными плечами включён в состав подрода Chariomyrma (первоначально в Hagiomyrma) и симпатричен виду Polyrhachis constricta.

## Распространение
Мангровые леса северной Австралии (Квинсленд, Северная территория) и некоторые районы Юго-Восточной Азии и Океании (Ару, Новая Гвинея, Новая Каледония). Распространение ограничено приливными поймами прибрежных мангровых лесов.